# هالیدی لیکس (اوهایو)
هالیدی لیکس (به انگلیسی: Holiday Lakes) یک منطقهٔ مسکونی در ایالات متحده آمریکا است که در اوهایو واقع شده‌است. هالیدی لیکس ۷۴۹ نفر جمعیت دارد و ۲۵۳٫۹ متر بالاتر از سطح دریا واقع شده‌است.